# Пюилоран (Тарн)
Пюилора́н (фр. Puylaurens, окс. Puèglaurenç) — коммуна во Франции, находится в регионе Юг — Пиренеи. Департамент — Тарн. Входит в состав кантона Пастель. Округ коммуны — Кастр.
Код INSEE коммуны — 81219.

## География
Коммуна расположена приблизительно в 590 км к югу от Парижа, в 50 км восточнее Тулузы, в 45 км к югу от Альби.
На северо-востоке коммуны протекает река Агу.

## Климат
Климат умеренно-океанический. Зима мягкая и дождливая, лето жаркое с частыми грозами. Ветры довольно редки.

## Население
Население коммуны на 2010 год составляло 3191 человек.
| 1962 | 1968 | 1975 | 1982 | 1990 | 1999 | 2010 |
| ---- | ---- | ---- | ---- | ---- | ---- | ---- |
| 3088 | 2936 | 2782 | 2778 | 2708 | 2792 | 3191 |

## Администрация
| Период | Период | Фамилия       | Партия                                                    | Примечания                                                |
| ------ | ------ | ------------- | --------------------------------------------------------- | --------------------------------------------------------- |
| 1983   | 2001   | Луи Фурнес    | Социалистическая партия                                   | член генерального совета                                  |
| 2001   | 2020   | Анна Лаперруз | Союз за французскую демократию → Демократическое движение | член генерального совета; депутат Европейского парламента |

## Экономика
В 2007 году среди 1764 человек в трудоспособном возрасте (15—64 лет) 1279 были экономически активными, 485 — неактивными (показатель активности — 72,5 %, в 1999 году было 70,6 %). Из 1279 активных работали 1147 человек (617 мужчин и 530 женщин), безработных было 132 (50 мужчин и 82 женщины). Среди 485 неактивных 128 человек были учениками или студентами, 197 — пенсионерами, 160 были неактивными по другим причинам.

## Достопримечательности
- Оппидум Кордуль (протоисторическая эпоха). Исторический памятник с 2009 года.[4]